# Tour des Flandres féminin 2023
La 20e édition du Tour des Flandres féminin a lieu le 2 avril 2023. Elle fait partie de l'UCI World Tour féminin. Elle est remportée par la Belge Lotte Kopecky.

## Présentation

### Équipes
| UCI Women's WorldTeams (15)- SD Worx - Movistar Team - Canyon-SRAM Racing - EF Education-TIBCO-SVB - FDJ-Suez - Fenix-Deceuninck - Human Powered Health - Israel-Premier Tech Roland - Liv Racing TeqFind - Team DSM - Team Jumbo-Visma - Team Jayco AlUla - Trek-Segafredo - UAE Team ADQ - Uno-X Pro Cycling Team Équipes féminines continentales (9)- Lotto Dstny Ladies - Ceratizit-WNT Pro Cycling - Lifeplus Wahoo - AG Insurance - Soudal Quick-Step Team - Cofidis - Duolar-Chevalmeire - Parkhotel Valkenburg - Proximus-Alphamotorhomes-Doltcini CT - Zaaf Cycling Team |
| |

### Parcours
Le parcours est grandement remanié. s'élance d'Audenarde et effectue une boucle originale vers Deinze. Après être revenu vers Audenarde, le parcours devient identique à celui de l'année précédente.
Treize côtes sont répertoriées :
| Mont | Nom               | Km    | Revêtement | Longueur (m) | Pente moyenne | Pente maxi | Km de l'arrivée |
| ---- | ----------------- | ----- | ---------- | ------------ | ------------- | ---------- | --------------- |
| 1    | Tiegemberg        | 10,0  | asphalte   | 800          | 5,5 %         | 9,0 %      | 148,0           |
| 2    | Korte Ast         | 56,6  | asphalte   | 500          | 4,3 %         | 9,6 %      | 101,4           |
| 3    | Wolvenberg        | 68,4  | asphalte   | 645          | 7,9 %         | 17,3 %     | 89,6            |
| 4    | Molenberg         | 80,9  | pavés      | 463          | 7 %           | 14,2 %     | 77,1            |
| 5    | Marlboroughstraat | 84,9  | asphalte   | 463          | 3 %           | 7 %        | 73,1            |
| 6    | Berendries        | 88,9  | asphalte   | 940          | 7 %           | 12,3 %     | 69,1            |
| 7    | Valkenberg        | 94,2  | asphalte   | 540          | 8,1 %         | 12,8 %     | 63,8            |
| 8    | Koppenberg        | 113,4 | pavés      | 600          | 11,6 %        | 22 %       | 44,6            |
| 9    | Steenbeekdries    | 118,7 | pavés      | 1 100        | 3,1 %         | 7,6 %      | 39,3            |
| 10   | Taaienberg        | 121,2 | pavés      | 530          | 6,6 %         | 15,8 %     | 36,8            |
| 11   | Kruisberg         | 131,5 | asphalte   | 2 500        | 5 %           | 9 %        | 26,5            |
| 12   | Vieux Quaremont   | 141,3 | pavés      | 2 200        | 4 %           | 11,6 %     | 16,7            |
| 13   | Paterberg         | 144,7 | pavés      | 360          | 12,9 %        | 20,3 %     | 13,3            |

En plus des traditionnels monts, il y a cinq secteurs pavés :
| Secteur | Nom              | Km    | Longueur (m) | Km de l'arrivée |
| ------- | ---------------- | ----- | ------------ | --------------- |
| 1       | Huisepontweg     | 49,6  | 1 700        | 108,4           |
| 2       | Kerkgate         | 72,0  | 1 400        | 86,0            |
| 3       | Jagerij          | 74,7  | 800          | 83,3            |
| 4       | Mariaborrestraat | 117,4 | 400          | 40,6            |
| 5       | Stationberg      | 118,8 | 700          | 39,2            |

### Favorites
La vainqueur sortante Lotte Kopecky est en forme et fait figure de favorite. Elle peut compter sur son équipe avec notamment Marlen Reusser et Demi Vollering qui viennent de remporter respectivement Gand-Wevelgem et À travers les Flandres. La formation Movistar constitue la principale opposition avec Annemiek van Vleuten et aussi Liane Lippert. Elisa Longo Borghini mène la Trek-Segafredo mais a connu un début de saison compliquée, tout comme Marianne Vos.

## Récit de la course
À quatre-vingt-dix kilomètres de l'arrivée, Ally Wollaston s'échappe. Son avance reste sous la minute. Après le Valkenberg, elle est rejointe par Elinor Barker et Élise Chabbey. Elles sont reprises au pied du Koppenberg. Annemiek van Vleuten y chute et y perd beaucoup de temps. L'ascension est menée par Marlen Reusser et Silvia Persico. Lotte Kopecky doit mettre pied à terre. Elle revient néanmoins avec Lorena Wiebes sur la tête. Un groupe de favorites est un peu plus loin. Wiebes est distancée dans le Taienberg. Après le Kruisberg, Kopecky et Persico forme un duo. La Belge produit son effort dans la vieux Quaremont et s'isole. Derrière, Shirin van Anrooij attaque dans le Paterberg. Elle forme un groupe avec Persico, Katarzyna Niewiadoma et Demi Vollering. Les poursuivantes reviennent sur ce groupe. Lotte Kopecky s'impose en solitaire. Demi Vollering est deuxième.

## Classements

### Classement final
| \| Classement général \| Classement général \| Classement général \| Classement général \| Classement général \| \| Coureuse \| Coureuse \| Pays \| Équipe \| Temps \| \| ------------------ \| -------------------- \| ------------------ \| ------------------ \| ------------------ \| \| 1re \| Lotte Kopecky \| Belgique \| SD Worx \| 4 h 06 min 11 s \| \| 2e \| Demi Vollering \| Pays-Bas \| SD Worx \| + 36 s \| \| 3e \| Elisa Longo Borghini \| Italie \| Trek-Segafredo \| + 36 s \| \| 4e \| Silvia Persico \| Italie \| UAE Team ADQ \| + 36 s \| \| 5e \| Katarzyna Niewiadoma \| Pologne \| Canyon-SRAM Racing \| + 36 s \| \| 6e \| Juliette Labous \| France \| Team DSM \| + 36 s \| \| 7e \| Marlen Reusser \| Suisse \| SD Worx \| + 36 s \| \| 8e \| Shirin van Anrooij \| Pays-Bas \| Trek-Segafredo \| + 44 s \| \| 9e \| Anna Henderson \| Royaume-Uni \| Team Jumbo-Visma \| + 2 min 40 s \| \| 10e \| Arlenis Sierra \| Cuba \| Movistar Team \| + 3 min 38 s \| |                      |             |                    |                 |
| |                      |             |                    |                 |
| Source : ProCyclingStats |                      |             |                    |                 |
| Classement général |                      |             |                    |                 |
| Coureuse | Coureuse             | Pays        | Équipe             | Temps           |
| 1re | Lotte Kopecky        | Belgique    | SD Worx            | 4 h 06 min 11 s |
| 2e | Demi Vollering       | Pays-Bas    | SD Worx            | + 36 s          |
| 3e | Elisa Longo Borghini | Italie      | Trek-Segafredo     | + 36 s          |
| 4e | Silvia Persico       | Italie      | UAE Team ADQ       | + 36 s          |
| 5e | Katarzyna Niewiadoma | Pologne     | Canyon-SRAM Racing | + 36 s          |
| 6e | Juliette Labous      | France      | Team DSM           | + 36 s          |
| 7e | Marlen Reusser       | Suisse      | SD Worx            | + 36 s          |
| 8e | Shirin van Anrooij   | Pays-Bas    | Trek-Segafredo     | + 44 s          |
| 9e | Anna Henderson       | Royaume-Uni | Team Jumbo-Visma   | + 2 min 40 s    |
| 10e | Arlenis Sierra       | Cuba        | Movistar Team      | + 3 min 38 s    |

### UCI World Tour

#### Points attribués
| Position           | 1er | 2e  | 3e  | 4e  | 5e  | 6e  | 7e  | 8e  | 9e | 10e | 11e | 12e | 13e | 14e | 15e | 16e à 20e | 21e à 30e | 31e à 40e |
| Classement général | 400 | 320 | 260 | 220 | 180 | 140 | 120 | 100 | 80 | 68  | 56  | 48  | 40  | 32  | 28  | 24        | 16        | 8         |

| Classement par points | Classement par points | Classement par points | Classement par points | Classement par points |
| Coureuse              | Coureuse              | Pays                  | Équipe                | Points                |
| --------------------- | --------------------- | --------------------- | --------------------- | --------------------- |
| 1re                   | Lorena Wiebes         | Pays-Bas              | SD Worx               | 1164 pts              |
| 2e                    | Lotte Kopecky         | Belgique              | SD Worx               | 1120 pts              |
| 3e                    | Elisa Balsamo         | Italie                | Trek-Segafredo        | 876 pts               |
| 4e                    | Elisa Longo Borghini  | Italie                | Trek-Segafredo        | 796 pts               |
| 5e                    | Pfeiffer Georgi       | Royaume-Uni           | Team DSM              | 794 pts               |
| 6e                    | Amanda Spratt         | Australie             | Trek-Segafredo        | 754 pts               |
| 7e                    | Demi Vollering        | Pays-Bas              | SD Worx               | 744 pts               |
| 8e                    | Maike van der Duin    | Pays-Bas              | Canyon-SRAM Racing    | 688 pts               |
| 9e                    | Silvia Persico        | Italie                | UAE Team ADQ          | 650 pts               |
| 10e                   | Grace Brown           | Australie             | FDJ-Suez              | 578 pts               |

| Classement par points | Classement par points | Classement par points | Classement par points | Classement par points |
| Coureuse              | Coureuse              | Pays                  | Équipe                | Points                |
| --------------------- | --------------------- | --------------------- | --------------------- | --------------------- |
| 1re                   | Lorena Wiebes         | Pays-Bas              | SD Worx               | 1164 pts              |
| 2e                    | Lotte Kopecky         | Belgique              | SD Worx               | 1120 pts              |
| 3e                    | Elisa Balsamo         | Italie                | Trek-Segafredo        | 876 pts               |
| 4e                    | Elisa Longo Borghini  | Italie                | Trek-Segafredo        | 796 pts               |
| 5e                    | Pfeiffer Georgi       | Royaume-Uni           | Team DSM              | 794 pts               |
| 6e                    | Amanda Spratt         | Australie             | Trek-Segafredo        | 754 pts               |
| 7e                    | Demi Vollering        | Pays-Bas              | SD Worx               | 744 pts               |
| 8e                    | Maike van der Duin    | Pays-Bas              | Canyon-SRAM Racing    | 688 pts               |
| 9e                    | Silvia Persico        | Italie                | UAE Team ADQ          | 650 pts               |
| 10e                   | Grace Brown           | Australie             | FDJ-Suez              | 578 pts               |

| Classement du meilleur jeune | Classement du meilleur jeune | Classement du meilleur jeune | Classement du meilleur jeune | Classement du meilleur jeune |
| Coureuse                     | Coureuse                     | Pays                         | Équipe                       | Points                       |
| ---------------------------- | ---------------------------- | ---------------------------- | ---------------------------- | ---------------------------- |
| 1re                          | Maike van der Duin           | Pays-Bas                     | Canyon-SRAM Racing           | 22 pts                       |
| 2e                           | Shirin van Anrooij           | Pays-Bas                     | Trek-Segafredo               | 14 pts                       |
| 3e                           | Megan Jastrab                | États-Unis                   | Team DSM                     | 12 pts                       |

| Classement du meilleur jeune | Classement du meilleur jeune | Classement du meilleur jeune | Classement du meilleur jeune | Classement du meilleur jeune |
| Coureuse                     | Coureuse                     | Pays                         | Équipe                       | Points                       |
| ---------------------------- | ---------------------------- | ---------------------------- | ---------------------------- | ---------------------------- |
| 1re                          | Maike van der Duin           | Pays-Bas                     | Canyon-SRAM Racing           | 22 pts                       |
| 2e                           | Shirin van Anrooij           | Pays-Bas                     | Trek-Segafredo               | 14 pts                       |
| 3e                           | Megan Jastrab                | États-Unis                   | Team DSM                     | 12 pts                       |

| Classement par équipes aux points | Classement par équipes aux points | Classement par équipes aux points | Classement par équipes aux points |
| Équipe                            | Équipe                            | Pays                              | Points                            |
| --------------------------------- | --------------------------------- | --------------------------------- | --------------------------------- |
| 1re                               | SD Worx                           | Pays-Bas                          | 4115 pts                          |
| 2e                                | Trek-Segafredo                    | États-Unis                        | 3616 pts                          |
| 3e                                | Canyon-SRAM Racing                | Allemagne                         | 2262 pts                          |
| 4e                                | FDJ-Suez                          | France                            | 2169 pts                          |
| 5e                                | Team DSM                          | Pays-Bas                          | 2003 pts                          |
| 6e                                | UAE Team ADQ                      | Émirats arabes unis               | 1636 pts                          |
| 7e                                | Movistar Team                     | Espagne                           | 1189 pts                          |
| 8e                                | Uno-X Pro Cycling Team            | Norvège                           | 1127 pts                          |
| 9e                                | Team Jumbo-Visma                  | Pays-Bas                          | 932 pts                           |
| 10e                               | Fenix-Deceuninck                  | Belgique                          | 918 pts                           |

| Classement par équipes aux points | Classement par équipes aux points | Classement par équipes aux points | Classement par équipes aux points |
| Équipe                            | Équipe                            | Pays                              | Points                            |
| --------------------------------- | --------------------------------- | --------------------------------- | --------------------------------- |
| 1re                               | SD Worx                           | Pays-Bas                          | 4115 pts                          |
| 2e                                | Trek-Segafredo                    | États-Unis                        | 3616 pts                          |
| 3e                                | Canyon-SRAM Racing                | Allemagne                         | 2262 pts                          |
| 4e                                | FDJ-Suez                          | France                            | 2169 pts                          |
| 5e                                | Team DSM                          | Pays-Bas                          | 2003 pts                          |
| 6e                                | UAE Team ADQ                      | Émirats arabes unis               | 1636 pts                          |
| 7e                                | Movistar Team                     | Espagne                           | 1189 pts                          |
| 8e                                | Uno-X Pro Cycling Team            | Norvège                           | 1127 pts                          |
| 9e                                | Team Jumbo-Visma                  | Pays-Bas                          | 932 pts                           |
| 10e                               | Fenix-Deceuninck                  | Belgique                          | 918 pts                           |

## Liste des participantes
| Légende | Légende                                                                    | Légende | Légende                                                    |
| ------- | -------------------------------------------------------------------------- | ------- | ---------------------------------------------------------- |
| Num     | Dossard de départ porté par le coureur sur ce Tour des Flandres            | Pos     | Position à l'arrivée de la course                          |
|         | Indique un maillot de champion national ou mondial, suivi de sa spécialité | NP      | Indique un coureur qui n'a pas pris le départ de la course |
| AB      | Indique un coureur qui n'a pas terminé la course                           | HD      | Indique un coureur qui a terminé la course hors des délais |

| SD Worx SDW | SD Worx SDW                     | SD Worx SDW |
| ----------- | ------------------------------- | ----------- |
| Num         | Coureuse                        | Pos         |
| 1           | Lotte Kopecky (BEL)             | 1re         |
| 2           | Lorena Wiebes (NED) (route)     | 14e         |
| 3           | Demi Vollering (NED)            | 2e          |
| 4           | Christine Majerus (LUX) (route) | 19e         |
| 5           | Marlen Reusser (SUI)            | 7e          |
| 6           | Elena Cecchini (ITA)            | 57e         |

| Movistar Team MOV | Movistar Team MOV                  | Movistar Team MOV |
| ----------------- | ---------------------------------- | ----------------- |
| Num               | Coureuse                           | Pos               |
| 11                | Annemiek van Vleuten (NED) (route) | 27e               |
| 12                | Aude Biannic (FRA)                 | 78e               |
| 13                | Sheyla Gutiérrez (ESP)             | AB                |
| 14                | Liane Lippert (GER) (route)        | 30e               |
| 15                | Floortje Mackaij (NED)             | 28e               |
| 16                | Arlenis Sierra (CUB) (route)       | 10e               |

| Canyon-SRAM Racing CSR | Canyon-SRAM Racing CSR         | Canyon-SRAM Racing CSR |
| ---------------------- | ------------------------------ | ---------------------- |
| Num                    | Coureuse                       | Pos                    |
| 21                     | Katarzyna Niewiadoma (POL)     | 5e                     |
| 22                     | Shari Bossuyt (BEL)            | 18e                    |
| 23                     | Elise Chabbey (SUI)            | 11e                    |
| 24                     | Agnieszka Skalniak-Sójka (POL) | AB                     |
| 25                     | Soraya Paladin (ITA)           | 39e                    |
| 26                     | Maike van der Duin (NED)       | 13e                    |

| EF Education-TIBCO-SVB TIB | EF Education-TIBCO-SVB TIB | EF Education-TIBCO-SVB TIB |
| -------------------------- | -------------------------- | -------------------------- |
| Num                        | Coureuse                   | Pos                        |
| 31                         | Zoe Bäckstedt (GBR)        | 56e                        |
| 32                         | Letizia Borghesi (ITA)     | 50e                        |
| 33                         | Clara Honsinger (USA)      | AB                         |
| 34                         | Alison Jackson (CAN)       | 47e                        |
| 35                         | Sara Poidevin (CAN)        | AB                         |
| 36                         | Lauren Stephens (USA)      | 55e                        |

| Lotto Dstny Ladies LDL | Lotto Dstny Ladies LDL     | Lotto Dstny Ladies LDL |
| ---------------------- | -------------------------- | ---------------------- |
| Num                    | Coureuse                   | Pos                    |
| 41                     | Kristýna Burlová (CZE)     | AB                     |
| 42                     | Katrijn De Clercq (BEL)    | AB                     |
| 43                     | Sterre Vervloet (BEL)      | AB                     |
| 44                     | Quinty van de Guchte (NED) | 71e                    |
| 45                     | Mieke Docx (BEL)           | AB                     |
| 46                     | Mette Egtoft Jensen        | AB                     |

| FDJ-Suez FST | FDJ-Suez FST                        | FDJ-Suez FST |
| ------------ | ----------------------------------- | ------------ |
| Num          | Coureuse                            | Pos          |
| 51           | Cecilie Uttrup Ludwig (DEN) (route) | 29e          |
| 52           | Loes Adegeest (NED)                 | 26e          |
| 53           | Grace Brown (AUS)                   | 24e          |
| 54           | Clara Copponi (FRA)                 | AB           |
| 55           | Vittoria Guazzini (ITA)             | 83e          |
| 56           | Gladys Verhulst (FRA)               | AB           |

| Fenix-Deceuninck ___ | Fenix-Deceuninck ___                  | Fenix-Deceuninck ___ |
| -------------------- | ------------------------------------- | -------------------- |
| Num                  | Coureuse                              | Pos                  |
| 61                   | Sanne Cant (BEL)                      | 67e                  |
| 62                   | Millie Couzens (GBR)                  | 61e                  |
| 63                   | Yara Kastelijn (NED)                  | 37e                  |
| 64                   | Evy Kuijpers (NED)                    | 86e                  |
| 65                   | Carina Schrempf (AUT)                 | AB                   |
| 66                   | Christina Schweinberger (AUT) (route) | 22e                  |

| Human Powered Health HPW | Human Powered Health HPW | Human Powered Health HPW |
| ------------------------ | ------------------------ | ------------------------ |
| Num                      | Coureuse                 | Pos                      |
| 71                       | Jesse Vandenbulcke (BEL) | 60e                      |
| 72                       | Henrietta Christie (NZL) | 34e                      |
| 73                       | Marit Raaijmakers (NED)  | 75e                      |
| 74                       | Barbara Malcotti (ITA)   | 63e                      |
| 76                       | Lily Williams (USA)      | 48e                      |

| Israel-Premier Tech Roland CGS | Israel-Premier Tech Roland CGS | Israel-Premier Tech Roland CGS |
| ------------------------------ | ------------------------------ | ------------------------------ |
| Num                            | Coureuse                       | Pos                            |
| 82                             | Hannah Buch (GER)              | AB                             |
| 83                             | Mia Griffin (IRL)              | AB                             |
| 84                             | Silvia Magri (ITA)             | AB                             |
| 85                             | Nguyễn Thị Thật (VIE) (route)  | AB                             |
| 86                             | Elena Pirrone (ITA)            | AB                             |

| Liv Racing TeqFind LIV | Liv Racing TeqFind LIV         | Liv Racing TeqFind LIV |
| ---------------------- | ------------------------------ | ---------------------- |
| Num                    | Coureuse                       | Pos                    |
| 91                     | Katia Ragusa (ITA)             | 62e                    |
| 92                     | Valerie Demey (BEL)            | NP                     |
| 93                     | Marta Jaskulska (POL)          | 36e                    |
| 94                     | Quinty Ton (NED)               | 31e                    |
| 95                     | Tereza Neumanová (CZE) (route) | AB                     |
| 96                     | Silke Smulders (NED)           | 68e                    |

| Team DSM DSM | Team DSM DSM           | Team DSM DSM |
| ------------ | ---------------------- | ------------ |
| Num          | Coureuse               | Pos          |
| 101          | Pfeiffer Georgi (GBR)  | 16e          |
| 102          | Daniek Hengeveld (NED) | AB           |
| 103          | Megan Jastrab (USA)    | 46e          |
| 104          | Franziska Koch (GER)   | 72e          |
| 105          | Juliette Labous (FRA)  | 6e           |
| 106          | Elise Uijen (NED)      | 73e          |

| Team Jumbo-Visma TJV | Team Jumbo-Visma TJV   | Team Jumbo-Visma TJV |
| -------------------- | ---------------------- | -------------------- |
| Num                  | Coureuse               | Pos                  |
| 111                  | Marianne Vos (NED)     | 15e                  |
| 112                  | Teuntje Beekhuis (NED) | 54e                  |
| 113                  | Anna Henderson (GBR)   | 9e                   |
| 114                  | Coryn Labecki (USA)    | 64e                  |
| 115                  | Karlijn Swinkels (NED) | 25e                  |
| 116                  | Eva van Agt (NED)      | 33e                  |

| Team Jayco AlUla BEX | Team Jayco AlUla BEX      | Team Jayco AlUla BEX |
| -------------------- | ------------------------- | -------------------- |
| Num                  | Coureuse                  | Pos                  |
| 121                  | Jessica Allen (AUS)       | AB                   |
| 122                  | Georgie Howe (AUS)        | AB                   |
| 123                  | Nina Kessler (NED)        | AB                   |
| 124                  | Alexandra Manly (AUS)     | AB                   |
| 125                  | Letizia Paternoster (ITA) | 81e                  |
| 126                  | Ruby Roseman-Gannon (AUS) | 17e                  |

| Trek-Segafredo TFS | Trek-Segafredo TFS          | Trek-Segafredo TFS |
| ------------------ | --------------------------- | ------------------ |
| Num                | Coureuse                    | Pos                |
| 131                | Elisa Balsamo (ITA) (route) | 38e                |
| 132                | Lucinda Brand (NED)         | 12e                |
| 133                | Ilaria Sanguineti (ITA)     | AB                 |
| 134                | Shirin van Anrooij (NED)    | 8e                 |
| 135                | Elisa Longo Borghini (ITA)  | 3e                 |
| 136                | Elynor Bäckstedt (GBR)      | AB                 |

| UAE Team ADQ UAD | UAE Team ADQ UAD            | UAE Team ADQ UAD |
| ---------------- | --------------------------- | ---------------- |
| Num              | Coureuse                    | Pos              |
| 141              | Marta Bastianelli (ITA)     | 43e              |
| 142              | Alena Amialiusik (BLR)      | 79e              |
| 143              | Eugenia Bujak (SLO) (route) | 53e              |
| 144              | Eleonora Gasparrini (ITA)   | 41e              |
| 145              | Chiara Consonni (ITA)       | 40e              |
| 146              | Silvia Persico (ITA)        | 4e               |

| Uno-X Pro Cycling Team UXT | Uno-X Pro Cycling Team UXT      | Uno-X Pro Cycling Team UXT |
| -------------------------- | ------------------------------- | -------------------------- |
| Num                        | Coureuse                        | Pos                        |
| 151                        | Maria Giulia Confalonieri (ITA) | 65e                        |
| 152                        | Elinor Barker (GBR)             | 42e                        |
| 153                        | Marte Berg Edseth (NOR)         | AB                         |
| 154                        | Anouska Koster (NED)            | 20e                        |
| 155                        | Julie Norman Leth (DEN)         | 82e                        |
| 156                        | Susanne Andersen (NOR)          | 80e                        |

| Ceratizit-WNT Pro Cycling WNT | Ceratizit-WNT Pro Cycling WNT | Ceratizit-WNT Pro Cycling WNT |
| ----------------------------- | ----------------------------- | ----------------------------- |
| Num                           | Coureuse                      | Pos                           |
| 161                           | Alice Maria Arzuffi (ITA)     | 58e                           |
| 162                           | Nina Berton (LUX)             | 52e                           |
| 163                           | Arianna Fidanza (ITA)         | 66e                           |
| 164                           | Marta Lach (POL)              | 45e                           |
| 165                           | Mylène de Zoete (NED)         | AB                            |
| 166                           | Lea Lin Teutenberg (GER)      | AB                            |

| Lifeplus Wahoo DRP | Lifeplus Wahoo DRP         | Lifeplus Wahoo DRP |
| ------------------ | -------------------------- | ------------------ |
| Num                | Coureuse                   | Pos                |
| 171                | Ella Harris (NZL)          | 51e                |
| 172                | Maria Novolodskaya (RUS)   | 59e                |
| 173                | Typhaine Laurance (FRA)    | AB                 |
| 174                | April Tacey (GBR)          | AB                 |
| 175                | Margaux Vigié (FRA)        | 21e                |
| 176                | Babette van der Wolf (NED) | AB                 |

| AG Insurance-Soudal Quick-Step AGS | AG Insurance-Soudal Quick-Step AGS | AG Insurance-Soudal Quick-Step AGS |
| ---------------------------------- | ---------------------------------- | ---------------------------------- |
| Num                                | Coureuse                           | Pos                                |
| 181                                | Justine Ghekiere (BEL)             | 32e                                |
| 182                                | Mireia Benito (ESP)                | AB                                 |
| 183                                | Ally Wollaston (NZL) (route)       | 77e                                |
| 184                                | Maud Rijnbeek (NED)                | 69e                                |
| 185                                | Romy Kasper (GER)                  | 23e                                |
| 186                                | Ashleigh Moolman (RSA)             | 35e                                |

| Cofidis COF | Cofidis COF                   | Cofidis COF |
| ----------- | ----------------------------- | ----------- |
| Num         | Coureuse                      | Pos         |
| 191         | Martina Alzini (ITA)          | AB          |
| 192         | Victoire Berteau (FRA)        | 44e         |
| 193         | Alana Castrique (BEL)         | AB          |
| 194         | Valentine Fortin (FRA)        | AB          |
| 195         | Gabrielle Pilote Fortin (CAN) | AB          |
| 196         | Josie Talbot (AUS)            | AB          |

| Duolar-Chevalmeire DCH | Duolar-Chevalmeire DCH      | Duolar-Chevalmeire DCH |
| ---------------------- | --------------------------- | ---------------------- |
| Num                    | Coureuse                    | Pos                    |
| 201                    | Danique Braam (NED)         | 87e                    |
| 202                    | Nathalie Bex (BEL)          | AB                     |
| 203                    | Malin Eriksen (NOR) (route) | AB                     |
| 204                    | Antonia Gröndahl (FIN)      | AB                     |
| 205                    | Minke Bakker (NED)          | AB                     |
| 206                    | Kelly Van den Steen (BEL)   | 85e                    |

| Parkhotel Valkenburg PHV | Parkhotel Valkenburg PHV    | Parkhotel Valkenburg PHV |
| ------------------------ | --------------------------- | ------------------------ |
| Num                      | Coureuse                    | Pos                      |
| 211                      | Femke Gerritse (NED)        | 70e                      |
| 212                      | Lieke Nooijen (NED)         | 76e                      |
| 213                      | Laura Molenaar (NED)        | 84e                      |
| 214                      | Kirstie van Haaften (NED)   | 74e                      |
| 215                      | Marith Vanhove (BEL)        | AB                       |
| 216                      | Margot Vanpachtenbeke (BEL) | 49e                      |

| Proximus-Alphamotorhomes-Doltcini ___ | Proximus-Alphamotorhomes-Doltcini ___ | Proximus-Alphamotorhomes-Doltcini ___ |
| ------------------------------------- | ------------------------------------- | ------------------------------------- |
| Num                                   | Coureuse                              | Pos                                   |
| 221                                   | Trine Holmsgaard                      | AB                                    |
| 222                                   | Judith Krahl (GER)                    | AB                                    |
| 223                                   | Kiona Crabbé (BEL)                    | AB                                    |
| 224                                   | Melissa Hofman (NED)                  | AB                                    |
| 225                                   | Céline van Houtum (NED)               | AB                                    |
| 226                                   | Nienke Wasmus (NED)                   | AB                                    |

| Zaaf Cycling Team ZAF | Zaaf Cycling Team ZAF  | Zaaf Cycling Team ZAF |
| --------------------- | ---------------------- | --------------------- |
| Num                   | Coureuse               | Pos                   |
| 232                   | Lucía García (ESP)     | AB                    |
| 233                   | Emanuela Zanetti (ITA) | AB                    |
| 234                   | Ebtissam Zayed         | AB                    |
| 235                   | Debora Silvestri (ITA) | DQ                    |
| 236                   | Marta Romance (ESP)    | AB                    |

| SD Worx SDW | SD Worx SDW                     | SD Worx SDW |
| ----------- | ------------------------------- | ----------- |
| Num         | Coureuse                        | Pos         |
| 1           | Lotte Kopecky (BEL)             | 1re         |
| 2           | Lorena Wiebes (NED) (route)     | 14e         |
| 3           | Demi Vollering (NED)            | 2e          |
| 4           | Christine Majerus (LUX) (route) | 19e         |
| 5           | Marlen Reusser (SUI)            | 7e          |
| 6           | Elena Cecchini (ITA)            | 57e         |

| Movistar Team MOV | Movistar Team MOV                  | Movistar Team MOV |
| ----------------- | ---------------------------------- | ----------------- |
| Num               | Coureuse                           | Pos               |
| 11                | Annemiek van Vleuten (NED) (route) | 27e               |
| 12                | Aude Biannic (FRA)                 | 78e               |
| 13                | Sheyla Gutiérrez (ESP)             | AB                |
| 14                | Liane Lippert (GER) (route)        | 30e               |
| 15                | Floortje Mackaij (NED)             | 28e               |
| 16                | Arlenis Sierra (CUB) (route)       | 10e               |

| Canyon-SRAM Racing CSR | Canyon-SRAM Racing CSR         | Canyon-SRAM Racing CSR |
| ---------------------- | ------------------------------ | ---------------------- |
| Num                    | Coureuse                       | Pos                    |
| 21                     | Katarzyna Niewiadoma (POL)     | 5e                     |
| 22                     | Shari Bossuyt (BEL)            | 18e                    |
| 23                     | Elise Chabbey (SUI)            | 11e                    |
| 24                     | Agnieszka Skalniak-Sójka (POL) | AB                     |
| 25                     | Soraya Paladin (ITA)           | 39e                    |
| 26                     | Maike van der Duin (NED)       | 13e                    |

| EF Education-TIBCO-SVB TIB | EF Education-TIBCO-SVB TIB | EF Education-TIBCO-SVB TIB |
| -------------------------- | -------------------------- | -------------------------- |
| Num                        | Coureuse                   | Pos                        |
| 31                         | Zoe Bäckstedt (GBR)        | 56e                        |
| 32                         | Letizia Borghesi (ITA)     | 50e                        |
| 33                         | Clara Honsinger (USA)      | AB                         |
| 34                         | Alison Jackson (CAN)       | 47e                        |
| 35                         | Sara Poidevin (CAN)        | AB                         |
| 36                         | Lauren Stephens (USA)      | 55e                        |

| Lotto Dstny Ladies LDL | Lotto Dstny Ladies LDL     | Lotto Dstny Ladies LDL |
| ---------------------- | -------------------------- | ---------------------- |
| Num                    | Coureuse                   | Pos                    |
| 41                     | Kristýna Burlová (CZE)     | AB                     |
| 42                     | Katrijn De Clercq (BEL)    | AB                     |
| 43                     | Sterre Vervloet (BEL)      | AB                     |
| 44                     | Quinty van de Guchte (NED) | 71e                    |
| 45                     | Mieke Docx (BEL)           | AB                     |
| 46                     | Mette Egtoft Jensen        | AB                     |

| FDJ-Suez FST | FDJ-Suez FST                        | FDJ-Suez FST |
| ------------ | ----------------------------------- | ------------ |
| Num          | Coureuse                            | Pos          |
| 51           | Cecilie Uttrup Ludwig (DEN) (route) | 29e          |
| 52           | Loes Adegeest (NED)                 | 26e          |
| 53           | Grace Brown (AUS)                   | 24e          |
| 54           | Clara Copponi (FRA)                 | AB           |
| 55           | Vittoria Guazzini (ITA)             | 83e          |
| 56           | Gladys Verhulst (FRA)               | AB           |

| Fenix-Deceuninck ___ | Fenix-Deceuninck ___                  | Fenix-Deceuninck ___ |
| -------------------- | ------------------------------------- | -------------------- |
| Num                  | Coureuse                              | Pos                  |
| 61                   | Sanne Cant (BEL)                      | 67e                  |
| 62                   | Millie Couzens (GBR)                  | 61e                  |
| 63                   | Yara Kastelijn (NED)                  | 37e                  |
| 64                   | Evy Kuijpers (NED)                    | 86e                  |
| 65                   | Carina Schrempf (AUT)                 | AB                   |
| 66                   | Christina Schweinberger (AUT) (route) | 22e                  |

| Human Powered Health HPW | Human Powered Health HPW | Human Powered Health HPW |
| ------------------------ | ------------------------ | ------------------------ |
| Num                      | Coureuse                 | Pos                      |
| 71                       | Jesse Vandenbulcke (BEL) | 60e                      |
| 72                       | Henrietta Christie (NZL) | 34e                      |
| 73                       | Marit Raaijmakers (NED)  | 75e                      |
| 74                       | Barbara Malcotti (ITA)   | 63e                      |
| 76                       | Lily Williams (USA)      | 48e                      |

| Israel-Premier Tech Roland CGS | Israel-Premier Tech Roland CGS | Israel-Premier Tech Roland CGS |
| ------------------------------ | ------------------------------ | ------------------------------ |
| Num                            | Coureuse                       | Pos                            |
| 82                             | Hannah Buch (GER)              | AB                             |
| 83                             | Mia Griffin (IRL)              | AB                             |
| 84                             | Silvia Magri (ITA)             | AB                             |
| 85                             | Nguyễn Thị Thật (VIE) (route)  | AB                             |
| 86                             | Elena Pirrone (ITA)            | AB                             |

| Liv Racing TeqFind LIV | Liv Racing TeqFind LIV         | Liv Racing TeqFind LIV |
| ---------------------- | ------------------------------ | ---------------------- |
| Num                    | Coureuse                       | Pos                    |
| 91                     | Katia Ragusa (ITA)             | 62e                    |
| 92                     | Valerie Demey (BEL)            | NP                     |
| 93                     | Marta Jaskulska (POL)          | 36e                    |
| 94                     | Quinty Ton (NED)               | 31e                    |
| 95                     | Tereza Neumanová (CZE) (route) | AB                     |
| 96                     | Silke Smulders (NED)           | 68e                    |

| Team DSM DSM | Team DSM DSM           | Team DSM DSM |
| ------------ | ---------------------- | ------------ |
| Num          | Coureuse               | Pos          |
| 101          | Pfeiffer Georgi (GBR)  | 16e          |
| 102          | Daniek Hengeveld (NED) | AB           |
| 103          | Megan Jastrab (USA)    | 46e          |
| 104          | Franziska Koch (GER)   | 72e          |
| 105          | Juliette Labous (FRA)  | 6e           |
| 106          | Elise Uijen (NED)      | 73e          |

| Team Jumbo-Visma TJV | Team Jumbo-Visma TJV   | Team Jumbo-Visma TJV |
| -------------------- | ---------------------- | -------------------- |
| Num                  | Coureuse               | Pos                  |
| 111                  | Marianne Vos (NED)     | 15e                  |
| 112                  | Teuntje Beekhuis (NED) | 54e                  |
| 113                  | Anna Henderson (GBR)   | 9e                   |
| 114                  | Coryn Labecki (USA)    | 64e                  |
| 115                  | Karlijn Swinkels (NED) | 25e                  |
| 116                  | Eva van Agt (NED)      | 33e                  |

| Team Jayco AlUla BEX | Team Jayco AlUla BEX      | Team Jayco AlUla BEX |
| -------------------- | ------------------------- | -------------------- |
| Num                  | Coureuse                  | Pos                  |
| 121                  | Jessica Allen (AUS)       | AB                   |
| 122                  | Georgie Howe (AUS)        | AB                   |
| 123                  | Nina Kessler (NED)        | AB                   |
| 124                  | Alexandra Manly (AUS)     | AB                   |
| 125                  | Letizia Paternoster (ITA) | 81e                  |
| 126                  | Ruby Roseman-Gannon (AUS) | 17e                  |

| Trek-Segafredo TFS | Trek-Segafredo TFS          | Trek-Segafredo TFS |
| ------------------ | --------------------------- | ------------------ |
| Num                | Coureuse                    | Pos                |
| 131                | Elisa Balsamo (ITA) (route) | 38e                |
| 132                | Lucinda Brand (NED)         | 12e                |
| 133                | Ilaria Sanguineti (ITA)     | AB                 |
| 134                | Shirin van Anrooij (NED)    | 8e                 |
| 135                | Elisa Longo Borghini (ITA)  | 3e                 |
| 136                | Elynor Bäckstedt (GBR)      | AB                 |

| UAE Team ADQ UAD | UAE Team ADQ UAD            | UAE Team ADQ UAD |
| ---------------- | --------------------------- | ---------------- |
| Num              | Coureuse                    | Pos              |
| 141              | Marta Bastianelli (ITA)     | 43e              |
| 142              | Alena Amialiusik (BLR)      | 79e              |
| 143              | Eugenia Bujak (SLO) (route) | 53e              |
| 144              | Eleonora Gasparrini (ITA)   | 41e              |
| 145              | Chiara Consonni (ITA)       | 40e              |
| 146              | Silvia Persico (ITA)        | 4e               |

| Uno-X Pro Cycling Team UXT | Uno-X Pro Cycling Team UXT      | Uno-X Pro Cycling Team UXT |
| -------------------------- | ------------------------------- | -------------------------- |
| Num                        | Coureuse                        | Pos                        |
| 151                        | Maria Giulia Confalonieri (ITA) | 65e                        |
| 152                        | Elinor Barker (GBR)             | 42e                        |
| 153                        | Marte Berg Edseth (NOR)         | AB                         |
| 154                        | Anouska Koster (NED)            | 20e                        |
| 155                        | Julie Norman Leth (DEN)         | 82e                        |
| 156                        | Susanne Andersen (NOR)          | 80e                        |

| Ceratizit-WNT Pro Cycling WNT | Ceratizit-WNT Pro Cycling WNT | Ceratizit-WNT Pro Cycling WNT |
| ----------------------------- | ----------------------------- | ----------------------------- |
| Num                           | Coureuse                      | Pos                           |
| 161                           | Alice Maria Arzuffi (ITA)     | 58e                           |
| 162                           | Nina Berton (LUX)             | 52e                           |
| 163                           | Arianna Fidanza (ITA)         | 66e                           |
| 164                           | Marta Lach (POL)              | 45e                           |
| 165                           | Mylène de Zoete (NED)         | AB                            |
| 166                           | Lea Lin Teutenberg (GER)      | AB                            |

| Lifeplus Wahoo DRP | Lifeplus Wahoo DRP         | Lifeplus Wahoo DRP |
| ------------------ | -------------------------- | ------------------ |
| Num                | Coureuse                   | Pos                |
| 171                | Ella Harris (NZL)          | 51e                |
| 172                | Maria Novolodskaya (RUS)   | 59e                |
| 173                | Typhaine Laurance (FRA)    | AB                 |
| 174                | April Tacey (GBR)          | AB                 |
| 175                | Margaux Vigié (FRA)        | 21e                |
| 176                | Babette van der Wolf (NED) | AB                 |

| AG Insurance-Soudal Quick-Step AGS | AG Insurance-Soudal Quick-Step AGS | AG Insurance-Soudal Quick-Step AGS |
| ---------------------------------- | ---------------------------------- | ---------------------------------- |
| Num                                | Coureuse                           | Pos                                |
| 181                                | Justine Ghekiere (BEL)             | 32e                                |
| 182                                | Mireia Benito (ESP)                | AB                                 |
| 183                                | Ally Wollaston (NZL) (route)       | 77e                                |
| 184                                | Maud Rijnbeek (NED)                | 69e                                |
| 185                                | Romy Kasper (GER)                  | 23e                                |
| 186                                | Ashleigh Moolman (RSA)             | 35e                                |

| Cofidis COF | Cofidis COF                   | Cofidis COF |
| ----------- | ----------------------------- | ----------- |
| Num         | Coureuse                      | Pos         |
| 191         | Martina Alzini (ITA)          | AB          |
| 192         | Victoire Berteau (FRA)        | 44e         |
| 193         | Alana Castrique (BEL)         | AB          |
| 194         | Valentine Fortin (FRA)        | AB          |
| 195         | Gabrielle Pilote Fortin (CAN) | AB          |
| 196         | Josie Talbot (AUS)            | AB          |

| Duolar-Chevalmeire DCH | Duolar-Chevalmeire DCH      | Duolar-Chevalmeire DCH |
| ---------------------- | --------------------------- | ---------------------- |
| Num                    | Coureuse                    | Pos                    |
| 201                    | Danique Braam (NED)         | 87e                    |
| 202                    | Nathalie Bex (BEL)          | AB                     |
| 203                    | Malin Eriksen (NOR) (route) | AB                     |
| 204                    | Antonia Gröndahl (FIN)      | AB                     |
| 205                    | Minke Bakker (NED)          | AB                     |
| 206                    | Kelly Van den Steen (BEL)   | 85e                    |

| Parkhotel Valkenburg PHV | Parkhotel Valkenburg PHV    | Parkhotel Valkenburg PHV |
| ------------------------ | --------------------------- | ------------------------ |
| Num                      | Coureuse                    | Pos                      |
| 211                      | Femke Gerritse (NED)        | 70e                      |
| 212                      | Lieke Nooijen (NED)         | 76e                      |
| 213                      | Laura Molenaar (NED)        | 84e                      |
| 214                      | Kirstie van Haaften (NED)   | 74e                      |
| 215                      | Marith Vanhove (BEL)        | AB                       |
| 216                      | Margot Vanpachtenbeke (BEL) | 49e                      |

| Proximus-Alphamotorhomes-Doltcini ___ | Proximus-Alphamotorhomes-Doltcini ___ | Proximus-Alphamotorhomes-Doltcini ___ |
| ------------------------------------- | ------------------------------------- | ------------------------------------- |
| Num                                   | Coureuse                              | Pos                                   |
| 221                                   | Trine Holmsgaard                      | AB                                    |
| 222                                   | Judith Krahl (GER)                    | AB                                    |
| 223                                   | Kiona Crabbé (BEL)                    | AB                                    |
| 224                                   | Melissa Hofman (NED)                  | AB                                    |
| 225                                   | Céline van Houtum (NED)               | AB                                    |
| 226                                   | Nienke Wasmus (NED)                   | AB                                    |

| Zaaf Cycling Team ZAF | Zaaf Cycling Team ZAF  | Zaaf Cycling Team ZAF |
| --------------------- | ---------------------- | --------------------- |
| Num                   | Coureuse               | Pos                   |
| 232                   | Lucía García (ESP)     | AB                    |
| 233                   | Emanuela Zanetti (ITA) | AB                    |
| 234                   | Ebtissam Zayed         | AB                    |
| 235                   | Debora Silvestri (ITA) | DQ                    |
| 236                   | Marta Romance (ESP)    | AB                    |